# Symphonie no 2 de Weber
Pour les articles homonymes, voir Symphonie no 2.
La Symphonie no 2 en do majeur est une œuvre de Carl Maria von Weber écrite en janvier 1807, tout de suite après la première.

## Historique
Comme la première, cette symphonie a été écrite pour l’orchestre du duc Eugène de Wurtemberg mais jamais jouée par cet ensemble. En outre, Weber lui-même ne l’a jamais jouée et elle n’est pas publiée pendant sa vie, c’est pourquoi elle ne porte pas de numéro d’opus.
Les parties d’orchestre sont publiées en 1839 par Maurice Schlesinger, en cette même année la symphonie est représentée pour la première fois à Leipzig sous la direction de Felix Mendelssohn. Cette symphonie est encore plus rarement jouée que la première: on ne rencontre que des mentions sporadiques en XIXe siècle.
Quand même les arrangements parisiennes des deux symphonies portent l’inscription « Répertoire des morceaux executés par la Société des Concerts du Conservatoire » ce qui peut signifier que la deuxième a été aussi jouée à Paris.
La partition complète est publiée en 1970, dès lors les deux symphonies de Weber sont souvent enregistrées ensemble.

## Instrumentation
- Flûte
- 2 hautbois
- 2 bassons
- 2 cors (en do ; en fa dans le deuxième mouvement)
- 2 trompettes (en do ; en ré dans le deuxième mouvement)
- Timbales
- Premiers violons
- Secondes violons
- Altos
- Violoncelles
- Contrebasses

Comme la premiere symphonie, la deuxième se caractérise par les solos des vents, même plus expressifs, particulièrement par le hautbois et le cor. Avec cela, le deuxième mouvement s’ouvre avec le solo de l’alto ce qui est très rare pour l’époque.

## Structure
La symphonie comporte quatre mouvements :
1. Allegro à . Cet Allegro suit les règles de la forme sonate plus stricte que dans la première symphonie : la seconde thème est en sol majeur et l’exposition est répétée.
2. Adagio ma non troppo à , fa majeur
3. Minuetto. Allegro à 
, do mineur
4. Finale. Scherzo presto à

Les deux derniers mouvements sont très courts (1 minute et demi et 2 minutes) et semblent avoir été composés dans la hâte. Le finale est un scherzo ce qui n’est pas habituel pour la symphonie classique.

## Discographie
- Weber, Symphonies 1 & 2 - Academy of St Martin in the Fields, dir. Neville Marriner (1982, ASV / 3CD Brilliant Classics 99935) (OCLC 673111701)
- Weber, Symphonies 1 & 2 - Orchestre symphonique de la Radiodiffusion bavaroise, dir. Wolfgang Sawallisch (24-25 octobre 1983, Orfeo C 091 841 A) (OCLC 602027811)
- Weber, Symphonies 1 & 2, Concertino pour cor - The Hanover Band, dir. Roy Goodman (6-7 décembre 1986, Nimbus NI 5180) (OCLC 20575597)
- Weber, Symphonies 1 & 2, Ouverture du Freichütz - Orchestre Philharmonia Claus Peter Flor (29-30 juin 1991/1er février 1993, RCA 09026 62712 2) (OCLC 643689615)
- Weber, Symphonies 1 & 2 - The London Classical Players, dir. Roger Norrington (mars 1994, EMI 5 55348 2) (OCLC 1040381118)
- Weber, Symphonies 1 & 2 - Queensland Philharmonic Orchestra, dir. John Georgiadis (20-23 février 1994, Naxos 8.550928)
- Weber, Symphonies 1 & 2 - Orchestre de la radio norvégienne, dir. Ari Rasylainen (1997, Finlandia Records/Warner 3984-23400-2) (OCLC 163250477)
- Weber, Symphonies 1 & 2, Concertstück - Wiener Concert-Verein, dir. Claus Peter Flor (27-28 septembre 2002/7-8 mars 2003, Pan Classics / Christophorus) (OCLC 229895692 et 1003235621)
- Weber, Symphonies 1 & 2, Concerto pour basson - Tapiola Sinfonietta, dir. Jean-Jacques Kantorow (mars/mai 2006, SACD BIS BIS-SACD-1620)
- Weber, Symphonies 1 & 2, Concerto pour basson - Orchestre philharmonique de la BBC, dir. Juanjo Mena (2012, SACD Chandos) (OCLC 826129324)